# 証言 (松本清張)
「証言」（しょうげん）は、松本清張の短編小説。『週刊朝日』1958年12月21日号から12月28日号まで、「黒い画集」第2話として掲載、1959年12月に短編集『黒い画集2』収録の一編として、光文社より刊行された。
『黒い画集 あるサラリーマンの証言』のタイトルで1960年に東宝で映画化、また6度テレビドラマ化されている。

## あらすじ
大森に家族を持つ石野貞一郎は丸の内勤務の課長、会社で使っていた女・梅谷千恵子を愛人として囲い、西大久保に住まわせていた。12月14日夜、石野は見送りたいと申し出る千恵子と一緒に彼女のアパートを出る、人目もあることから千恵子より少し間を置き共に大通りへ出ようとしたところ、大森の自宅近所に住む保険の外交員・杉山孝三に突然頭を下げられ、石野は反射的に頭を下げ返礼してしまう。帰宅後、妻には渋谷で映画を観て遅くなったと取り繕うが、その夜から杉山が自分の不審な所在（千恵子の件）を吹聴しないかと不安になる。2週間後、突然会社に刑事が訪れ、向島で起こった殺人事件に関する杉山のアリバイについて、石野は証言を求められる。

## 映画
映画タイトル『黒い画集 あるサラリーマンの証言』。1960年3月13日に東宝系にて公開された。1960年『キネマ旬報』ベストテン第2位。原作の松本清張が賞賛した作品の一つ。現在はDVD化されている。

### ストーリー
大森に妻子を持つ石野貞一郎は丸の内にある大手繊維会社管財課の課長、部下である梅谷千恵子を愛人として囲い、西大久保のアパートに住まわせていた。12月14日夜、石野は見送りたいと申し出る千恵子と一緒にアパートを出る、人目もあることから千恵子より少し間を置き共に大通りへ出ようとしたところ、自宅近所の住民で、保険の外交員である杉山孝三に突然頭を下げられ、石野は反射的に頭を下げ返礼してしまう。帰宅後、妻子には渋谷で洋画の2本立てを観て遅くなったと巧く取り繕うが、その夜から杉山が自分の不審な所在（千恵子の件）を吹聴しないかと不安になる。2週間後、突然会社に刑事が訪れ、向島で起こった殺人事件に関する杉山のアリバイについて、石野は証言を求められる。しかし事実を証言すれば千恵子との関係が露となる恐れがあり、そうなれば家庭はもちろん会社においても醜態を晒し、部長職への出世すら危うくなる、こうして刑事、さらには検事、そして自宅に訪ねて来た弁護士と証言を哀願する杉山の家内に対しても「その時間には渋谷で映画を観ており、だいいち大久保などへ出向く用事はない」と頑なな姿勢を貫く。もはや杉山の死刑は免れられない状況となり、日に日に石野は苦悩が募る、千恵子を品川のアパートへ引っ越しさせるものの、やがて事態は収拾がつかない局面を迎える事となる。

### キャスト
以下の出演者名と役名は東宝WEBに従った。
- 石野貞一郎：小林桂樹
- 石野邦子：中北千枝子
- 石野君子：平山瑛子
- 石野忠夫：依田宣
- 梅谷千恵子：原知佐子
- 杉山孝三：織田政雄
- 杉山ミサエ：菅井きん
- 岩本夏江：小西瑠美
- 松崎：江原達怡
- 森下：小玉清
- 竹田：中村伸郎
- 田辺：小栗一也
- 古川：佐田豊
- 岡崎：三津田健
- 奥平：西村晃
- 岸本：平田昭彦
- 小松：八色賢典
- 早川：小池朝雄
- 裁判官：佐々木孝丸
- 食料品店おかみ：一の宮あつ子
- 戸山正太郎：中丸忠雄
- ハイティーン：家田佳子
- 果物屋の店員：西条康彦

### スタッフ
以下のスタッフ名は東宝WEBに従った。
- 脚本：橋本忍
- 監督：堀川弘通
- 撮影：中井朝一
- 編集：黒岩義民
- 音楽：池野成
- 美術：村木忍
- 録音：藤好昌生
- 照明：森弘充

### 逸話
ラストシーンの撮影は本物の警視庁前玄関を使って撮影されたものに加えて追加撮影されたものである。当初のシナリオでは主人公が独房の中にいる場面で終わっていたが、ラッシュを見たプロデューサーの藤本真澄と黒澤明、そして橋本忍が揃って追加撮影を主張したため取り直すことになった。しかし最初の追加撮影を撮ったものの監督の堀川はこれが気に入らず、結局再度撮り直したものを劇中で使用している。

## テレビドラマ

### 1962年版
1962年10月11日と10月12日（22:15-22:45）、NHKの「松本清張シリーズ・黒の組曲」の1作として2回にわたり放映。
キャスト
- 須賀不二夫
- 月丘千秋
- 江畑絢子
- 清川新吾
- 内田稔
- 植村謙二郎
- 細川俊夫
- 水村泰三
- 森幹太

スタッフ
- 脚本：川崎九越
- 音楽：別宮貞雄
- 演出：中山たかし

### 1965年版
1965年11月23日、関西テレビ制作・フジテレビ系列(FNS)の「松本清張シリーズ」枠（火曜21:00-21:30。早川電機工業一社提供）にて放映。
キャスト
- 三國連太郎
- 川尻則子

スタッフ
- 脚本：春田耕三
- 監督：水野匡雄

| 関西テレビ制作・フジテレビ系列 松本清張シリーズ | 関西テレビ制作・フジテレビ系列 松本清張シリーズ | 関西テレビ制作・フジテレビ系列 松本清張シリーズ |
| 前番組                                          | 番組名                                          | 次番組                                          |
| ----------------------------------------------- | ----------------------------------------------- | ----------------------------------------------- |
| 怖妻の棺 （1965.11.16）                         | 証言 （1965.11.23）                             | 或る『小倉日記』伝 （1965.12.7）                |

### 1984年版
「松本清張の証言」。1984年7月7日、テレビ朝日系列の「土曜ワイド劇場」枠（21:02-22:51）にて放映。視聴率16.5％（ビデオリサーチ調べ、関東地区）。DVD化されている。
キャスト
- 梅谷千恵子：市毛良枝
- 杉山リエ：熊谷真実
- 杉山孝三：高岡建治
- 神尾清吉：岸部一徳
- 石野勝子：冨士眞奈美
- 石野貞一郎：柳生博
- 橋本功、伊藤真奈美、三好美智子、樋浦勉、早川純一、原田樹世士、山本清、荘司肇、遠藤剛、前川哲男、佐藤正文、木村重造、高橋章子、榊原辰巳、松本マツエ、中村武巳、長谷川涼子、佐藤正宏、岩尾展宏、神田正夫、広瀬昌助、五月晴子、稲垣昭三

スタッフ
- 脚本：柴英三郎
- プロデューサー：柳田博美、稲垣健司
- 監督：野村孝
- 助監督：太田隆士、工藤真一
- 制作：大映テレビ、テレビ朝日
- 音楽：菅野光亮
- 撮影技術：浅井宏彦
- 照明：岸田国夫
- 美術：大橋雅俊

| テレビ朝日系列 土曜ワイド劇場 | テレビ朝日系列 土曜ワイド劇場 | テレビ朝日系列 土曜ワイド劇場                                 |
| 前番組                        | 番組名                        | 次番組                                                        |
| ----------------------------- | ----------------------------- | ------------------------------------------------------------- |
| 結婚 （1984.6.30）            | 松本清張の証言 （1984.7.7）   | 西村京太郎トラベルミステリー 東北新幹線殺人事件 （1984.7.14） |

### 1992年版
「松本清張サスペンス 黒い画集・証言」。1992年10月19日、TBS系列の「月曜ドラマスペシャル」枠（21:00-22:54）にて放映。視聴率19.7％（ビデオリサーチ調べ、関東地区）。第30回ギャラクシー賞奨励賞受賞作品。
キャスト
- 石野貞一郎：渡瀬恒彦
- 石野春美：岡江久美子
- 梅谷千恵子：有森也実
- 奥平正勝：佐藤B作
- 杉山孝三：段田安則
- 杉田千春：高樹澪
- 山岸進：山口健次
- 高松いく
- 志水季里子
- 渡辺いっけい
- 須藤雅宏
- 高山千草
- 住若博之
- 宮崎達也
- 小林勝彦
- 布施木昌之
- 梶周平
- 太田敦之
- 中江沙樹
- 児玉頼信
- 森富士夫
- 三上剛仙
- 安威宗治
- 桝田徳寿
- 武田俊彦
- 岩永茂
- 小林賢二
- 下川真理子
- 黒田国彦

スタッフ
- 企画：飯島敏宏
- 脚本：大藪郁子
- 監督：松原信吾
- 撮影：中橋嘉久
- 照明：山川英明
- 美術：重田重盛
- 助監督：押山敏
- 技術協力：映広
- 制作協力：松竹大船撮影所
- プロデューサー：斎藤守恒（木下プロダクション）、浜井誠（TBS）、林悦子（霧企画）
- 制作：木下プロダクション、霧企画

| TBS系列 月曜ドラマスペシャル        | TBS系列 月曜ドラマスペシャル                     | TBS系列 月曜ドラマスペシャル                     |
| 前番組                              | 番組名                                           | 次番組                                           |
| ----------------------------------- | ------------------------------------------------ | ------------------------------------------------ |
| ヒマラヤの赤い自転車 （1992.10.12） | 松本清張サスペンス 黒い画集・証言 （1992.10.19） | テキ屋の信ちゃん2 花嫁の父 哀愁編 （1992.10.26） |

### 2004年版
「松本清張の証言」。2004年3月27日、テレビ朝日系列の「土曜ワイド劇場」枠（21:00-22:51）にて放映。テレビ朝日開局45周年記念企画。
キャスト
- 石野貞一郎：東山紀之
- 奥平為雄：萩原健一
- 鴻上貴史：渡辺いっけい
- 梅谷千恵子：水橋貴己
- 石野美紀子：藤田朋子
- 杉山孝三：山崎樹範
- 朝峰太：神山繁
- 江口：小林すすむ
- 奥平の上司：山田明郷
- 鈴木ひろみ
- 眞野裕子
- 三谷昇
- 那波隆史
- 中根徹
- 阿部六郎
- 野村信次
- 唐木ちえみ
- 大樹：阿久津賀紀
- さくら
- 酒井康裕
- 寺見崇伺
- 中村美結
- 池田愛
- 小林千恵
- 高橋実恵子
- 高橋伶奈
- 小倉愛美
- 青柳克巳
- 前原実
- 津島瑞穂

スタッフ
- 脚本：矢島正雄
- プロデューサー：下山潤（イースト）、松本基弘（テレビ朝日）、内山聖子（テレビ朝日）
- 監督：上川伸廣
- 助監督：押山敏
- 照明：小林丈晃
- 撮影協力：東京急行電鉄、東洋学園大学、東洋女子短期大学ほか
- 制作協力：トータルメディアコミュニケーション
- 制作：イースト、テレビ朝日

| テレビ朝日系列 土曜ワイド劇場           | テレビ朝日系列 土曜ワイド劇場 | テレビ朝日系列 土曜ワイド劇場               |
| 前番組                                  | 番組名                        | 次番組                                      |
| --------------------------------------- | ----------------------------- | ------------------------------------------- |
| 炎の警備隊長・五十嵐杜夫2 （2004.3.20） | 松本清張の証言 （2004.3.27）  | タクシードライバーの推理日誌18 （2004.4.3） |

### 2020年版
『黒い画集〜証言〜』（くろいがしゅう しょうげん）と題し、「松本清張ドラマ」としてNHK BSプレミアムにて2020年5月9日の21時から22時29分に放映された。
　NHK総合では、2021年9月20日の13時5分から14時34分に再放送された。
物語の舞台を現代に移し、原作中の男の悲哀や滑稽さはそのままに、主人公の不倫相手を男性に変更しバイセクシャルや偽装結婚などの現代的も要素を取り入れて大胆かつ斬新な解釈により翻案し、金沢を舞台に、装い新たな令和版『証言』として制作された。
キャスト
- 石野貞一郎 - 谷原章介
- 石野幸子 - 西田尚美
- 梅沢智久 - 浅香航大
- 梅沢初枝 - 宮崎美子
- 杉山孝三 - 堀部圭亮
- 石野貞則 - 吉村界人
- 石野薫 - 山田佳奈実
- 杉山沙紀 - 高月彩良
- 久保田磨希、鶴田忍、酒向芳、小宮孝泰、岡部たかし、梅垣義明、村岡希美、山本裕子、浅井浩介、鈴木美恵子 ほか

スタッフ
- 原作 - 松本清張「証言」（『黒い画集』より）
- 脚本 - 朝原雄三、石川勝巳
- 音楽 - 沢田完
- 撮影協力 - 金沢フィルムコミッション、さがみはらフィルムコミッション
- 制作統括 - 原克子（松竹）、後藤高久（NHKエンタープライズ）、髙橋練（NHK）
- 演出 - 朝原雄三
- 制作 - NHKエンタープライズ
- 制作・著作 - NHK、松竹